# Kátia Mattoso
Katia Mytilineou de Queirós Mattoso NS • ORB • HC • OPA • ONLH (nascida Kyriacoula Katia Demetre Mytilineou; Vólos, 8 de abril de 1931 — Paris, 11 de janeiro de 2011), foi uma historiadora greco-brasileira especialista em história econômica e social da Bahia (1750-1889) e em história social da escravidão no Brasil (1549-1888).
Kátia Mattoso foi professora titular nas Universidades Católica de Salvador e Federal da Bahia (1963-1988); professora visitante nas Universidades de Minessota (1978), Paris-Sorbonne (1982) e de Columbia (1983). Foi também visiting fellow na Universidade de Cambridge (Reino Unido).
Em 1988, assumiu a cadeira de História do Brasil na  Universidade Paris 4 - Sorbonne, da qual foi a primeira titular professora emérita.
Foi autora de diversos livros, dos quais se destacam:
- Presença Francesa no Movimento Democrático Baiano de 1798, (1969).
- Dirigentes Industriais na Bahia. Vida e Carreira Profissional, (1975).
- Textos e Documentos para o Estudo da História Contemporânea (1789-1963), (1977).
- Bahia: A Cidade do Salvador e seu Mercado no Século XIX, (1978).
- Ser Escravo no Brasil, (1982); (com edições em português, francês e inglês).
- Família e Sociedade na Bahia do Século XIX, (1988).
- Bahia, Século XIX: Uma Província no Império, (1992).
- L'Angleterre et le Monde - XVIIIe - XXe Siècles - L'Histoire entre l'Économique et l'Imaginaire. Hommage à François Crouzet, (1999).
- Da Revolução dos Alfaiates à Riqueza dos Baianos no Século XIX - Itinerário de Uma Historiadora, (2004).
- Les Inégalités Socio-Culturelles au Brésil - XVIe-XXe Siècles, (2006).

## Vida
Filha de Demetre e Photini Mytilineou, Kátia nasceu em Vólos, Grécia, em 8 de abril de 1931. Ela e sua irmã gêmea, Vera, eram as mais velhas das quatro irmãs de uma família burguesa e de tradição intelectual. Concluiu seus estudos secundários em 1949 no Lycée de Jeunes filles de Vólos. Seguiu seus estudos na Universidade de Lausanne (Suíça), graduando-se em 1953 e doutorando-se em 1955 em Ciência Política. Na Universidade Paris-Sorbonne (França) recebeu o título de doutora em Letras e Ciências Humanas em 1986 (mention Très honorable à l'unanimité et avec les felicitations du Jury).
Transferiu-se para o Brasil em 1956 e trabalhou no Comitê Intergovernamental Para as Migrações Européias, em São Paulo, onde conheceu o engenheiro brasileiro Sylvio de Queirós Mattoso, descendente do Conselheiro Eusébio de Queirós, com quem se casou e teve duas filhas.
Em 1957 seguiu para a Bahia, cuja paixão rendeu passagens pelas universidades Católica do Salvador e Federal da Bahia (UFBA), além de livros como Bahia, Século XIX: Uma Província no Império (1992) que levou à criação, em 1988, da cadeira de História do Brasil na Sorbonne, comandada por ela até a aposentadoria em 1999.
Em 1987 foi agraciada com o título de Cidadã de Salvador e em 1990 recebeu o título de Cidadã do Estado da Bahia.
Em 2010, doou sua biblioteca particular à Universidade Federal da Bahia.
Faleceu na manhã de 11 de janeiro de 2011, aos 79 anos, em Paris, em decorrência de um câncer, e foi sepultada na Grécia. Deixou duas filhas, sete netos e um bisneto.

## Condecorações
- 1987 - Medalha de Mérito Castro Alves. Secretaria de Educação e Cultura do Estado da Bahia, Brasil;
- 1987 - Notório Saber. Universidade de São Paulo, Faculdade de Filosofia, Letras e Ciências Humanas;
- 1987 - Cidadã da cidade de Salvador. Bahia, Brasil;
- 1988 - Medalha de Ouro da Cidade de Recife, Brasil, pelo centenário da abolição da escravidão, 1888-1988;
- 1989 - Medalha de Ouro da Universidade de São Paulo, Brasil;
- 1990 - Cidadã do Estado da Bahia, Brasil;
- 1990 - Membro do Instituto de História e Geografia do Brasil, Rio de Janeiro;
- 1994 - Comendador da Ordem do Rio Branco, Brasil - Oficializada em 2000;
- 1995 - Doutor Honoris Causa da Universidade Federal do Rio de Janeiro (antiga Universidade do Brasil), Brasil;
- 1995 - Doutor Honoris Causa da Universidade Federal da Bahia, Brasil;
- 1997 - Cavaleiro da Ordem das Palmas Acadêmicas - l'ordre des Palmes Académiques, França;
- 1998 - Cavaleiro da Ordem da Legião de Honra - l'ordre de la Légion d´Honneur, França;
- 1999 - Membro da Academia Européia;
- 2000 - Comendador da Ordem do Mérito do Estado da Bahia, Brasil.

## Escritos
Levantamento das publicações da autora em português, francês, inglês e alemão:

### Tese
Au Nouveau Monde: Une Province d’un Nouvel Empire: Bahia au XIXe Siècle (Thèse de Doctorat d’Etat, Université de Paris-Sorbonne), 5 v. 1986.

### Livros
| Livros |
| --- |
| Presença Francesa no Movimento Democrático Baiano de 1798. Salvador: Itapuã, 1969. Dirigentes Industriais na Bahia. Vida e Carreira Profissional. Salvador: Mestrado em Ciências Econômicas da UFBA, 1975. Textos e Documentos para o Estudo da História Contemporânea (1789-1963). São Paulo: HUCITEC/EDUSP, 1977. Bahia: A Cidade do Salvador e seu Mercado no Século XIX. São Paulo: HUCITEC/Prefeitura Municipal de Salvador, 1978. Être Esclave au Brésil, XVIe-XIXe Siècle. Paris: Hachette, 1979; 2ª edição, Paris: L’Harmattan, 1995. Ser Escravo no Brasil. Trad. James Amado. São Paulo: Brasiliense, 1982. To Be a Slave in Brazil. Trad. Arthur Goldhammer. New Brunswick (NJ): Rutgers University Press, 1986. To Be a Slave in Brazil. (Em edição de bolso, 1987), selecionado para a History Book Club em setembro de 1987. Família e Sociedade na Bahia do Século XIX. São Paulo: Corrupio/CNPq, 1988. Bahia Século XIX. Uma Província no Império. Rio de Janeiro: Nova Fronteira, 1992. Da Revolução dos Alfaiates à Riqueza dos Baianos no Século XIX: Itinerário de uma Historiadora. Salvador: Corrupio, 2004. |

### Organização de livros e dossiês de revistas acadêmicas
| Organização de livros e dossiês de revistas acadêmicas |
| --- |
| "De la vieille République à l’Etat Nouveau". Cahiers du Brésil Contemporain, n. 19 (1992). "Littérature/Histoire: Regards Croisés". XVIIIe Colloque de l’Institut de Recherches sur les Civilisations de l’Occident Moderne, 1995. Paris: Presses de l’Université de Paris-Sorbonne - PUPS,16 1996. Mémoires et Identités au Brésil (em parceria com I. Muzart F. dos Santos e D. Rolland), Paris: Centre d’Etudes sur le Brésil/L’Harmattan, 1996. "Les Femmes Dans la Ville. Un Dialogue Franco-Brésilien" (em parceria com I. Muzart F. dos Santos e D. Rolland). XIX Colloque de l’Institut de Recherches sur les Civilisations de l’Occident Moderne, Sorbonne, les 16 et 17 février 1996. Paris: PUPS/Centre d'Études sur le Brésil, 1997, Civilisations n. 21. Esclavages. Histoire d’une Diversité, de l’Océan Indien à l’Atlantique Sud (em parceria com I. Muzart F. dos Santos e D. Rolland), Paris: Centre d’Etudes sur le Brésil/L’Harmattan, 1997. Le Brésil à l’Époque Moderne. Perspectives Missionnaires et Politiques Européennes. Cahiers du Brésil Contemporain, n. 32 (1997). "Naissance du Brésil Moderne, 1500-1808" (em parceria com I. Muzart F. dos Santos e D. Rolland). XXe Colloque de l’Institut de Recherches sur les Civilisations de l’Occident Moderne, Sorbonne, les 4 et 5 mars, 1997. Paris: PUPS/Centre d'Études sur le Brésil, 1998, Civilisations n. 22. Matériaux Pour une Histoire Culturelle du Brésil. Objets, Voix et Mémoires (em parceria com I. Muzart F. dos Santos e D. Rolland), Paris: Centre d'Études sur le Brésil/L’Harmattan, 1999. Le Brésil, l’Europe et les Équilibres Internationaux, XVIe-XXe Siècles (em parceria com I. Muzart F. dos Santos e D. Rolland, Paris: PUPS/Centre d'Études sur le Brésil, 1999, Civilisations n. 23. "L’Angleterre et le Monde, XVIIIe-XXe Siècle". L’Histoire entre l’Économique et l’Imaginaire. Hommage à François Crouzet, Paris: L’Harmattan, 1999. Une Histoire du Brésil. Pour Comprendre le Brésil Contemporain (em parceria com Paulo Roberto de Almeida), Paris: L’Harmattan, 2002. Les Modèles de l’Europe au Brésil. Paris, PUPS, 2003. Modèles Politiques et Culturels au Brésil. Emprunts, Adaptations, Rejets, XIXe et XXe Siècles (em parceria com I. Muzart F. dos Santos e D. Rolland), Paris: PUPS, 2003. Le Noir et la Culture Africaine au Brésil (em parceria com I. Muzart F. dos Santos e D. Rolland), Paris: L’Harmattan, 2003. Les Inégalités Socio-Culturelles au Brésil, XVIe-XXe Siècles. Paris: L’Harmattan, 2006. |

### Artigos em revistas, capítulos em coletâneas e brochuras
| Artigos em revistas, capítulos em coletâneas e brochuras |
| --- |
| "Conjoncture et Société au Brésil à la Fin du XVIIIe Siècle: Prix et Salaires à la Veille de la Révolution des Alfaiates, Bahia, 1798", Cahiers des Amériques Latines, n. 5 (1970), pp. 33-55. "O Consulado Francês na Bahia em 1824", Anais do Arquivo do Estado da Bahia, n. 39 (1970), pp. 149-220. "Caminhos Estatísticos na História Econômica da Bahia", Universitas, n. 8/9 (1971), pp. 135-58. "A Propósito de Cartas de Alforria, Bahia 1779-1850", Anais de História, n. 4 (1972), pp. 23-52. "Os Preços na Bahia de 1750 a 1930", in L’Histoire Quantitative du Brésil, 1800-1930. (Paris: CNRS, 1973), pp. 167-82. "Epidemias e Flutuações de Preços na Bahia no Século XIX", in L’Histoire Quantitative du Brésil, 1800-1930 (Paris: CNRS, 1973), pp. 183-202 (em parceria com Johildo Lopes de Athayde). "Como Estudar a História Quantitativa na Bahia no Século XIX", in L’Histoire Quantitative du Brésil, 1800-1930 (Paris: CNRS, 1973), pp. 361-73 (em parceria com Istvan Jancsò). "Albert Roussin: Testemunha da Independência da Bahia 1822-1823", Anais do Arquivo do Estado da Bahia, n. 41 (1973), pp. 116-68. "Sociedade e Conjuntura na Bahia nos Anos de Luta pela Independência 1822-1823", Universitas, n. 15/16 (1973), pp. 5-26. "Os Escravos na Bahia no Alvorecer do Século XIX. Estudo de um Grupo Social", Revista de História, n. 97 (1974), pp. 109-35. "Les Esclaves à Bahia au XIXe Siècle. Étude d’un Groupe Social", Cahiers des Amériques Latines, n. 9/10 (1974), pp. 105-19. "Sociedade e Conjuntura na Época da Revolução dos Alfaiates - Bahia 1798", IV Curso de Estudos Baianos: A Bahia no Século de Ouro, Salvador:Universidade Federal da Bahia, Coordenação Central de Extensão/FFCH, Departamento de História, 1974. "Fontes para a História Demográfica da Cidade do Salvador, na Bahia", in Atti dei XL Congresso Internazionale degli Americanisti, Roma e Gênova, 3-10 de setembro de 1972 (Gênova: Tilgher, 1975), v. 4, pp. 247-55. "Les Recherches Historiques à Salvador, Bahia. Un Bilan: 1965-1975", Revue d’Histoire Économique et Sociale, v. 53, n. 4 (1975), pp. 541-58. "Para uma História Social Seriada da Cidade do Salvador no século XIX: Os Testamentos e Inventários como Fonte de Estudos da Estrutura Social e de Mentalidades”, Anais do Arquivo do Estado da Bahia, n. 42 (1976), pp. 147-98. "A Carta de Alforria como Fonte Complementar para o Estudo de Rentabilidade da Mão-de-Obra Escrava Urbana (1819-1888)", in C. M. Pelaez e J. M. Buescu (orgs.), A Moderna História Econômica (Rio de Janeiro: APEC, 1976), pp. 149-63. "Fontes para o Estudo da Propriedade Rural: O Recôncavo Baiano, 1684-1889", in Anais do VIII Simpósio de Professores Universitários de História, Aracaju, setembro de 1975 (São Paulo: ANPUH, 1976), pp. 1121-23. "Introdução ao Estudo dos Mecanismos da Formação da Propriedade no Eixo Ilhéus-Itabuna, 1890-1930", in Anais do VIII Simpósio dos Professores Universitários de História, Aracaju, setembro 1975 (São Paulo: ANPUH, 1976), pp. 570-94 (em parceria com Angelina Nobre Rolim Garcez). "Um Estudo Quantitativo de Estrutura Social: A Cidade do Salvador, Bahia de Todos os Santos, no século XIX. Primeiras Abordagens, Primeiros Resultados", Estudos Históricos, n. 15 (1976), pp. 7-28. "A Bahia e os Judeus: Um Velho Amor", Shalom, n. 146 (1977), pp. 18-21. Uma Fonte para a Pesquisa Histórica. Salvador: Prefeitura Municipal de Salvador/Departamento de Cultura, 1977. "Inquisição: Os Cristãos Novos da Bahia no Século XVIII", Ciência e Cultura, v. 30, n. 4 (1978), pp. 415-27. "Des Bahianais Comme les Autres? 20 Nouveaux Chrétiens du Début du XVIIIe Siècle", Mélanges Prof. Dr. Kellenbenz, Wirschaftskräfte und Wirtschaftswege, n. 4 (1978), pp. 313-32. "A Família e o Direito no Brasil no Século XIX. Subsídios Jurídicos para os Estudos em História Social", Anais do Arquivo do Estado da Bahia, n. 44 (1979), pp. 217-44. Testamentos de Escravos Libertos na Bahia no Século XIX: Uma Fonte para o Estudo de Mentalidades, Salvador: UFBA, 1979 (Coleção Centro de Estudos Baianos, n. 85). "Être Esclave au Brésil", Études Portugaises et Brésiliennes (Nouvelle Série III), n. 15 (1980), pp. 34-5. "Párocos e Vigários em Salvador no Século XIX: As Múltiplas Riquezas do Clero Secular da Capital Baiana", Tempo e Sociedade, n. 1 (1982), pp. 13-48. "No Brasil Escravista: Relações Sociais entre Libertos e Homens Livres e entre Libertos e Escravos", Anais de História, n. 2 (1982), pp. 392-424. "Prefácio", in Maximiliano de Habsburgo, Bahia 1860. Esboços de Viagem (Rio de Janeiro: CEB/FCE, 1982), pp. 11-24. "Bahia Opulenta. Uma Capital Portuguesa no Novo Mundo (1549-1763)", Revista de História, n. 114 (1983), pp. 5-20. "Research Note: Trends and Patterns in the Prices of Manumitted Slaves: Bahia 1819-1888", Slavery and Abolition, v. 7, n. 1 (1986), pp. 59-67 (em parceria com Herbert S. Klein e Stanley Engerman). "Au Nouveau Monde, Une Province d’un Nouvel Empire: Bahia au XIXe Siècle (Introduction)", Histoire, Economie & Société, v. 6, n. 4 (1987), pp. 535-68. "Slaves, Free and Freed: Family Structures in Nineteenth Century. Salvador, Bahia (Brazil)", Luso-Brazilian Review, v. 25, n. 1 (1988), pp. 69-84. "Notas sobre as Tendências e Padrões de Preços de Alforrias na Bahia, 1819-1888", in João José Reis (org.), Escravidão e Invenção da Liberdade: Estudos sobre o Negro no Brasil (São Paulo: Brasiliense/CNPq, 1988), pp. 60-72 (em parceria com Herbert Klein e Stanley Engerman). "Apresentação", in Gilberto Ferrez, Bahia, Velhas Fotografias, 1858-1900 (Rio de Janeiro: Kosmos, 1988), pp. 7-10. "Introdução", in Louis Couty, A Escravidão no Brasil (Rio de Janeiro: Fundação Casa de Rui Barbosa, 1988), pp. 11-44. "A Riqueza dos Baianos no Século XIX", CLIO - Revista de Pesquisa Histórica, n. 11 (1988), pp. 61-75. "O Filho da Escrava (em torno da Lei do Ventre Livre)", Revista Brasileira de História, n. 16 (1988), pp. 37-55. Também publicado em M. del Priore (org.), História da Criança no Brasil (São Paulo: Contexto, 1991), pp. 76-97. "Brésil, Cinq Siècles d’Histoire", Geopolitique, n. 28 (1989), pp. 16-30 (em parceria com Antonio Fernando Guerreiro de Freitas). "A Revolução Francesa e o Movimento Baiano de 1798", Revista do Gabinete (de Leitura de Jundiaí, SP), n. 3 (1989), pp. 137-44. "Les Chemins de Fer au Brésil au XIXe Siècle", in Colloque International sur les Transports et l’Industrialisation, XIXe et XXe Siècles (Madrid), 1990 (comunicação em parceria com Maria Barbara Levi). "Bahia 1798: Os Panfletos Revolucionários. Proposta de Nova Leitura", in Osvaldo Coggiola (org.), A Revolução Francesa e seu Impacto na América Latina (São Paulo: EDUSP, 1990), pp. 341-56. "De la Vieille République à l’Etat Nouveau", Cahiers du Brésil Contemporain, n. 19 (1992), pp. 5-8. "Entrevista. Ser Historiadora no Brasil", LPH: Revista de História (UFOP), v. 3, n. 1 (1992), pp. 5-12. "Les Marques de l’Esclavage Africain", in Hélène Rivière d’Arc (org.), L’Amérique du Sud au XIXe et XXe Siècles (Paris: A. Colin, 1993), pp. 63-84. "1492", Histoire, Economie & Société, v. 12, n. 3 (1993), pp. 323-34. "Avant-propos" à segunda edição de Être Esclave au Brésil, XVIe-XIXe Siècles (Paris: L’Harmattan, 1994), pp. I-XXIX. "Pouvoir et Nation: A Propos de la Construction de l’Idée Nationale Brésilienne", Cahiers du Brésil Contemporain, n. 23/24 (1994), pp. 5-16. "Grandeurs et Misères du Clergé Bahianais à la Fin de la Période Coloniale", Histoire, Economie & Société, v. 13, n. 2 (1994), pp. 291-319. "Au Brésil: Cent Ans de Mémoire de l’Esclavage", Cahiers des Amériques Latines, n. 17 (1994), pp. 65-83. "Commentaire" de "Le Melting-Pot Nord-Américain. Mythes et Réalités d’Hier et d’Aujourd’hui", de Jacques Portes, in Les Mouvements Migratoires dans l’Occident Moderne (Paris: PUPS, 1994), pp.86-9. "Christentum und Afrobrasilianer", in Michael Sievernich e Dieter Spelthahn (orgs.), Fünfhundert Jahre Evangelisierung Lateinamerikas (Frankfurt: Vervuert, 1995), pp. 109-16. "Commentaires", in S. Gruzinski e N. Wachtel (orgs.), Le Nouveau Monde, Mondes Nouveaux. L’Expérience Américaine (Paris: EHESS, 1996), pp. 67-73. "Introduction", in Littérature/Histoire: Regards Croisés (Paris: PUPS, 1996), pp. 7-13. "Introduction", in Mattoso, Santos e Rolland (orgs.), Mémoires et Identités au Brésil (Paris: L’Harmattan/Centre d’Etudes sur le Brésil, 1996), pp. 5-26. "Introduction", in Mattoso, Santos e Rolland (orgs.), Les Femmes dans la Ville. Un Dialogue Franco-Brésilien (Paris: PUPS/Centre d’Etudes sur le Brésil, 1997), pp. 5-13. "Développement et Qualité de Vie dans le Brésil Contemporain: l’Exemple de Trois Agglomérations Urbaines", Histoire, Economie & Société, v.16, n. 3 (1997), pp. 505-21. "Introduction", in Mattoso, Santos e Rolland (orgs.), Esclavages. Histoire d’une Diversité, de l’Océan Indien à l’Atlantique Sud (Paris: L’Harmattan/Centre d’Etudes sur le Brésil, 1997), pp. 5-25. "Introduction" ao dossiê "Le Brésil à l’Époque Moderne. Perspectives Missionnaires et Politiques Européennes", Cahiers du Brésil Contemporain, n. 32 (1997), pp. 1-5. "A Opulência na Província da Bahia", in Luiz Felipe de Alencastro (org.), História da Vida Privada no Brasil. Império: A Corte e a Modernidade Nacional (São Paulo: Companhia das Letras, 1997), pp. 143-79. "Être Affranchi au Brésil: XVIIIe-XIXe Siècles", Diogène, n. 179 (1997), pp. 103-121 (em seguida, versão em inglês do mesmo artigo). "The Manumission of Slaves in Brazil in the Eighteenth and Nineteenth Centuries", Diogenes, n. 179 (1997), pp. 117-138. "Para Mestre Didi: 80 Anos", in Juana Elbein dos Santos (org.), Ancestralidade Africana no Brasil (Salvador: SECNEB, 1997), pp. 150-7. "L’Europe et le Nouveau Monde au XVIe Siècle", in F. Crouzet e F. Furet (orgs.), L’Europe dans son Histoire. La Vision d’Alphonse Dupront (Paris: PUF, 1998), pp.53-78. "Hommage à Celso Furtado", Cahiers du Brésil Contemporain, n. 33/34 (1998), pp. 5-20. "Société Esclavagiste et Marché du Travail: Salvador de Bahia (Brésil) 1850-1868", in M. Merger e D. Barjot (orgs.), Les Entreprises et Leurs Réseaux: Hommes, Capitaux, Techniques et Pouvoirs, XIXe-XXe Siècles. Mélanges en l’Honneur de François Caron (Paris: PUPS, 1998), pp. 167-80. "Introduction", in Mattoso, Santos e Rolland (orgs.), Naissance du Brésil Moderne, 1500-1808 (Paris: PUPS, 1998), pp. 5-10. "Prefácio", in Ronaldo Costa Couto, História Indiscreta da Ditatura e da Abertura, Brasil 1964-1985 (Rio de Janeiro: Record, 1998), pp. 11-15. "Pero Vaz de Caminha ou la Rencontre de Deux Mondes", Les Langues Néo-Latines, v. 92, n. 307 (1998-99), pp. 221-31. "Apresentation", in Mattoso, Santos e Rolland (orgs.), Matériaux pour une Histoire Culturelle du Brésil. Objets, Voix et Mémoires (Paris: L’Harmattan/Centre d’Etudes sur le Brésil, 1999), pp. 7-9. "Inégalités Socio-Culturelles au Brésil à la Fin du XIXe Siècle: Salvador da Bahia Vers 1890", in Mattoso, Santos e Rolland (orgs.), Matériaux pour une Histoire Culturelle du Brésil. Objets, Voix et Mémoires (Paris: L’Harmattan/Centre d’Etudes sur le Brésil, 1999), pp. 21-37. "Avant-Propos", in Mattoso, Santos e Rolland (orgs.), Le Brésil, l’Europe et les Equilibres Internationaux, XVIe-XXe Siècles. XXIIIe Colloque de L’IRCOM (Paris: PUPS/Centre d’Etudes sur le Brésil, 1999), pp. 6-9. "Avant-Propos", in Mattoso (org.), L’Angleterre et le Monde, XVIIIeXXe Siècle. L’Histoire entre l’Économique et l’Imaginaire. Hommage à François Crouzet (Paris: L’Harmattan, 1999), pp. 5-22. "Prefácio", in Franck Ribard, Le Carnaval Noir de Bahia. Ethnicité, Identité, Fête Afro à Salvador (Paris, L’Harmattan, 1999), pp. 13-5. "Le Monde Luso-Brésilien: Problèmes d’Identité de Part et d’Autre de l’Atlantique", in E. Carreira e I. Muzart Fonseca dos Santos (orgs.), Eclats d’Empire du Brésil à Macao (Paris: Maisonneuve et Larose, 2000), pp. 37-54. "Prefácio", in Geraldo Pieroni, Os Excluídos do Reino: A Inquisição Portuguesa e o Degredo para o Brasil Colônia (São Paulo: Imprensa Oficial de São Paulo/Ed. da UnB, 2000), pp. 9-10. "Introduction", in Mattoso, Santos e Rolland (orgs.), Modèles Poliques et Culturels au Brésil (Paris: PUPS, 2003), pp. 7-21. "Introduction: Le Noir et la Culture Africaine au Brésil", in Mattoso, Santos e Rolland (orgs.), Le Noir et la Culture Africaine au Brésil (Paris: L’Harmattan, 2003), pp.7-18. "A Bahia Ela mesma", in Ana Cecília Martins, Marcela Miller e Monique Sochaczewski (orgs.), '"Iconografia Baiana do Século XIX na Biblioteca Nacional (Rio de Janeiro: Biblioteca Nacional, 2005), pp. 12-37. "Prefácio", in André Héraclio do Rêgo, Famille et Pouvoir Régional au Brésil. Le Coronelismo dans le Nordeste. 1850-2000 (Paris: L’Harmattan, 2006), pp. 7-9. "Quand Pierre Chaunu pensait le Nouveau Monde", in Jean-Pierre Bardet, Denis Crouzet e Annie Molinié-Bertrand (orgs.). Pierre Chaunu Historien (Paris: PUPS, 2012), pp. 131-4. |